# Phanerotomella variareolata
Phanerotomella variareolata är en stekelart som beskrevs av Sergey A. Belokobylskij 1986. Phanerotomella variareolata ingår i släktet Phanerotomella och familjen bracksteklar. Inga underarter finns listade i Catalogue of Life.